# Cymatura wallabergeri
Cymatura wallabergeri es una especie de escarabajo longicornio del género Cymatura, tribu Xylorhizini, subfamilia Lamiinae. Fue descrita científicamente por Adlbauer en 1994.
La especie se mantiene activa durante el mes de diciembre.

## Descripción
Mide 17-25 milímetros de longitud.

## Distribución
Se distribuye por República Sudafricana y Zimbabue.